# Унгурени (Драгомирешти)
Унгурени (рум. Ungureni) насеље је у Румунији у округу Дамбовица у општини Драгомирешти. Oпштина се налази на надморској висини од 271 m.

## Становништво
Према подацима из 2002. године у насељу је живело 1195 становника.

### Попис2002.
| Расподела становништва по националности 2002.‍ | Расподела становништва по националности 2002.‍ | Расподела становништва по националности 2002.‍ | Расподела становништва по националности 2002.‍ | Расподела становништва по националности 2002.‍ |
| --------------------------------------------- | --------------------------------------------- | --------------------------------------------- | --------------------------------------------- | --------------------------------------------- |
|                                               |                                               |                                               |                                               |                                               |
| Румуни                                        | Румуни                                        |                                               | 1.093                                         | 91,5%                                         |
| Роми                                          | Роми                                          |                                               | 101                                           | 8,5%                                          |